# 吳皓昇
吳皓昇（Sampan Wu，1973年10月4日—），為臺灣男演員。

## 生平
2013年，公開與同為演員的文汶的戀情。
2018年2月10日和文汶結婚成為夫妻。

## 影視作品
| 首播   | 頻道       | 劇名               | 飾演          |
| 2002年 | 台視       | 台湾曼波           | 黃正忠        |
| 2002年 | 台視       | 好運今年輪到我     | 林佳龍        |
| 2003年 | 台視       | 美夢成真           | 黃玉成        |
| 2003年 | 民視       | 親戚不計較         | 吳德成        |
| 2004年 | 台視       | 台灣百合           | 孔志浩        |
| 2005年 | 華視       | 生命的太陽         | 袁俊傑        |
| 2005年 | 華視       | 舊情綿綿           | 顏世尊        |
| 2005年 | 民視       | 浪淘沙             | 蔣渭水        |
| 2006年 | 民視       | 黑貓大旅社         | 林建良        |
| 2007年 | 中視       | 豪門本色           | 顏家昌        |
| 2007年 | 民視       | 面具               | 陳國賢        |
| 2007年 | 民視       | 濟公               | 張少風        |
| 2008年 | 台視       | 懷玉傳奇 千金媽祖  | 高明          |
| 2008年 | 民視       | 娘家               | 劉瑞堂        |
| 2008年 | 大愛電視台 | 矽谷阿嬤           | 王添灯        |
| 2009年 | 客家電視台 | 水色嘉南           | 阿山哥        |
| 2009年 | 大愛電視台 | 幸福的起點         | 陳本發        |
| 2010年 | 大愛電視台 | 愛在我心深處       | 吳其萬        |
| 2010年 | 中視       | 龍行天下           | 趙羽          |
| 2011年 | 台視       | 獅子的女兒         | 劉正邦 劉建國 |
| 2011年 | 大愛電視台 | 戀戀情深           | 楊冠新        |
| 2011年 | 大愛電視台 | 讓愛飛翔           | 乾姊夫        |
| 2011年 | 大愛電視台 | 丘醫師的願望       | 張志芳        |
| 2011年 | 大愛電視台 | 回家的路           | 黃永存        |
| 2011年 | 大愛電視台 | 微笑面對           | 陳水和        |
| 2012年 | 大愛電視台 | 守著你的我         | 陳啟義        |
| 2012年 | 大愛電視台 | 家有五寶           | 楊以義        |
| 2012年 | 大愛電視台 | 心和萬事興         | 石健雄        |
| 2012年 | 大愛電視台 | 幸福好簡單         | 賴勝夫        |
| 2012年 | 華視       | 莒光園地-陪你      | 丁冠豪        |
| 2013年 | 民視       | 風水世家           | 邱正賢        |
| 2013年 | 大愛電視台 | 守護生命的羽翼     | 洪健全        |
| 2013年 | 大愛電視台 | 溫情滿車斗         | 柯國壽        |
| 2013年 | 大愛電視台 | 手心外的天空       | 阿國          |
| 2013年 | 大愛電視台 | 心願               | 黃維敏        |
| 2013年 | 中視       | 飛越·龍門客棧      | 周尚夫        |
| 2013年 | 大愛電視台 | 明天更美麗         | 李明忠        |
| 2014年 | 民視       | 廉政英雄-無毒有我  | 顏文斌        |
| 2014年 | 大愛電視台 | 紅塵驛站           | 廖永靜        |
| 2014年 | 大愛電視台 | 情牽萬里           | 董慶賢        |
| 2014年 | GOODTV     | 幸福學堂－心的距離 | 廖世豪        |
| 2015年 | 民視       | 星座愛情牡羊女     | 蔣文東        |
| 2015年 | 大愛電視台 | 幸福在我家         | 葉彰棋        |
| 2015年 | 大愛電視台 | 萬里桂花香         | 張順發        |
| 2015年 | 民視       | 星座愛情水瓶女     | 杜燦文        |
| 2016年 | 民視       | 新娘嫁到           | 林漢傑        |
| 2016年 | 民視       | 春花望露           | 李有志        |
| 2016年 | 大愛電視台 | 人生逆轉勝         | 劉均          |
| 2016年 | 大愛電視台 | 我和我母親         | 林阿文        |
| 2016年 | 大愛電視台 | 蘇足               | 二哥          |
| 2016年 | 民視       | 阿不拉的三個女人   | 間貴一        |
| 2018年 | 民視       | 大時代             | 孫如觀        |
| 2019年 | 大愛電視台 | 菜頭梗的滋味       | 洪江懷        |
| 2020年 | 華視       | 老姑婆的古董老菜單 | 何父          |
| 2021年 | 民視       | 黃金歲月           | 郭建興        |
| 2021年 | 民視       | 孟婆客棧           | 金院長        |
| 2022年 | 大愛電視台 | 隨風 隨緣          | 廖財局        |
| 2022年 | 民視       | 市井豪門           | 李有志 阮泰久 |
| 2023年 | 華視       | 婚姻結業式2        | 黃俊清        |
| 2023年 | 民視       | 愛的榮耀           | 張志成        |
| 2025年 | GOODTV     | 幸福宅一起         |               |
| 2026年 | 大愛電視台 | 臥龍好歲月         |               |

| 上映 | 片名     | 飾演 | 導演   | 備註 |
| 2008 | 一八九五 | 徐驤 | 洪智育 |      |

| 年份 | 歌名       | 收錄於歌手專輯       |
| 1995 | 你不會不懂 | 羅映庭《你不會不懂》 |

## 外部連結
- 吳皓昇 Sampan wu的Facebook專頁
- 吳皓昇在互联网电影资料库（IMDb）上的資料（英文）
- 吳皓昇在香港影庫上的簡介
- 鳳凰之星－吳皓昇（页面存档备份，存于）